# East Gwillimbury
East Gwillimbury es un pueblo canadiense situado en la provincia de Ontario.

## Superficie
East Gwillimbury tiene una superficie de 244,91 km².

## Demografía
En 2021, tenía 34 637 habitantes, una densidad poblacional de 141,4 hab./km², y 11 869 viviendas.